# Supercoupe de la CAF 2023
Navigation
Édition précédente Édition suivante
La Supercoupe de la CAF 2023 (officiellement la Supercoupe de la CAF TotalEnergies 2023 pour des raisons de parrainage) est la 32e édition de la Supercoupe de la CAF. Le match oppose Al-Ahly SC, vainqueur de la Ligue des champions de la CAF 2022-2023 au USM Alger, vainqueur de la Coupe de la confédération 2022-2023. Le 26 août, la Confédération africaine de football (CAF) a communiqué la date du déroulement de la finale de la Super Coupe de la CAF. Ce match aura lieu le 15 septembre au King Fahd Sports City de Taif, en Arabie Saoudite.

## Participants

### Le vainqueur de la Coupe de la confédération
Le vainqueur de la Coupe de la confédération 2022-2023 c'est le club algérien USM Alger. Celui-ci avait battu en finale contre le club tanzanien Young Africans, lors du match aller L'USM Alger a fait un grand pas vers le titre en s'imposant 2-1 à Dar es Salaam. C'est sur un terrain détrempé que l'USMA a livré une vraie bagarre de bout en bout, Mahious a ouvert le score à la 32e minute après une faute de Brahim Benzaza, malgré tout Young Africans a égalisé à la 81e minute avec un très beau but inscrit par Mayele. Pourtant moins de trois minutes plus tard ils mènent une offensive d'Orebonye qui trouve Bousseliou dans la surface qui sans panique va décaler Islam Merili qui marque le deuxième but. Le 3 juin 2023, l'USM Alger est devenu le premier vainqueur algérien de la Coupe de la confédération et le premier titre international de son histoire, malgré une défaite 1-0 à domicile lors du match retour de la finale. Alors que la pluie qui a commencé au début de la seconde mi-temps est devenue de plus en plus forte, le match est devenu de plus en plus décousu, l'USMA a empoché un record de deux millions de dollars pour sa victoire.

## Match
| 15 septembre 2023 | Al Ahly SC | 0 - 1   | USM Alger         | King Fahd Sports City, Taëf                    |                                                |
| 21 h 00 UTC+3     |            | (0 - 1) | Belaïd 43e (pen.) | Spectateurs : 10,000 Arbitrage : Pierre Atcho. | Spectateurs : 10,000 Arbitrage : Pierre Atcho. |
| 21 h 00 UTC+3     | Rapport    |         |                   | Spectateurs : 10,000 Arbitrage : Pierre Atcho. | Spectateurs : 10,000 Arbitrage : Pierre Atcho. |

| Al Ahly | USM Alger |

| G             | 1  | Mohamed El-Shenawy (c) |     |       |
| D             | 21 | Ali Maâloul            |     |       |
| D             | 5  | Ramy Rabia             |     |       |
| D             | 30 | Mohamed Hany           |     |       |
| D             | 24 | Mohamed Abdel Monem    |     |       |
| M             | 15 | Aliou Dieng            |     |       |
| M             | 14 | Hussein El Shahat      | 79e |       |
| M             | 22 | Emam Ashour            | 79e |       |
| M             | 13 | Marwan Attia           | 64e |       |
| A             | 7  | Mahmoud Kahraba        | 79e | 26e   |
| A             | 12 | Reda Slim              | 64e |       |
| Remplaçants : |    |                        |     |       |
| G             | 31 | Mostafa Shobeir        |     |       |
| D             | 6  | Yasser Ibrahim (en)    | 85e |       |
| D             | 33 | Karim El Debes         |     |       |
| M             | 19 | Mohamed Magdy (en)     | 79e |       |
| A             | 9  | Salah Mohsen           | 64e | 90+4e |
| A             | 23 | Percy Tau              | 64e |       |
| A             | 27 | Taher Mohamed          | 79e |       |
| Manager:      |    |                        |     |       |
| Marcel Koller |    |                        |     |       |

| G                  | 25 | Oussama Benbot         | 90+9e |     |
| D                  | 19 | Saâdi Radouani         |       |     |
| D                  | 15 | Nabil Lamara           | 90+2e |     |
| D                  | 4  | Zineddine Belaïd (c)   |       |     |
| D                  | 21 | Adem Alilet            | 90+6e |     |
| M                  | 6  | Oussama Chita          | 67e   |     |
| M                  | 14 | Brahim Benzaza         | 84e   |     |
| M                  | 27 | Nour El Islam Fettouhi | 67e   | 38e |
| A                  | 23 | Khaled Bousseliou      | 83e   |     |
| A                  | 18 | Tumisang Orebonye      |       |     |
| A                  | 7  | Ismail Belkacemi       | 79e   |     |
| Remplaçants :      |    |                        |       |     |
| G                  | 16 | Kamel Soufi            |       |     |
| D                  | 20 | Hocine Dehiri          |       |     |
| M                  | 8  | Islam Merili           | 79e   |     |
| M                  | 10 | Sékou Konaté           | 83e   |     |
| M                  | 13 | Omar Embarek           | 67e   | 70e |
| M                  | 24 | Taher Benkhelifa       | 84e   |     |
| A                  | 9  | Abdoulaye Kanou        | 67e   |     |
| Manager:           |    |                        |       |     |
| Abdelhak Benchikha |    |                        |       |     |

| Arbitres assistants : Boris Ditsougo Karin Fomo Quatrième arbitre : Issa Sy Arbitre assistant vidéo : Maria Rivet Arbitres assistants vidéo assistants : Adel Zourak Homme du match : Aliou Dieng |

### Vainqueur
| Supercoupe de la CAF Vainqueur 2023 |
| ----------------------------------- |
| USM Alger Premier titre             |